# Ombrée d’Anjou
Ombrée d’Anjou község Franciaország Loire mente régiójában, Maine-et-Loire megyében. Új községként 2016. december 15-én jött létre La Chapelle-Hullin, Chazé-Henry, Combrée, Grugé-l’Hôpital, Noëllet, Pouancé, La Prévière, Saint-Michel-et-Chanveaux, Le Tremblay és Vergonnes korábbi községek egyesítésével. Az egyesüléskor az új község lélekszáma 9176 fő lett. Lakosainak száma 8811 fő (2022. január 1.).

## Népesség
| Lakosok száma | 8998 | 8962 | 8970 | 8908 | 8859 | 8811 |
|               | 2017 | 2018 | 2019 | 2020 | 2021 | 2022 |